# Municipio de Santa Catarina Ticuá
El municipio de Santa Catarina Ticuá es uno de los 570 municipios del estado mexicano de Oaxaca. Su cabecera es la localidad de Santa Catarina Ticuá.

## Geografía
El municipio de Santa Catarina Ticuá colinda al norte con el municipio de San Pedro Molinos, al este con el municipio de Santa María Yosoyúa, al sur con los municipios de San Pablo Tijaltepec y Chalcatongo de Hidalgo, y al oeste con el municipio de San Miguel el Grande.

## Localidades
El municipio de Santa Catarina Ticuá cuenta con cinco localidades.
| Localidad            | Población (2020) |
| -------------------- | ---------------- |
| Santa Catarina Ticuá | 592              |
| Fortín de Juárez     | 201              |
| Paz y Unión          | 121              |

## Gobierno
El municipio de Santa Catarina Ticuá se rige mediante el sistema de usos y costumbres.
| Presidente municipal              | Periodo   |
| --------------------------------- | --------- |
| Ezequiel Cruz Vázquez             | 1996-1998 |
| Federico Hernández Cruz           | 1999-2001 |
| Francisco Javier Vázquez          | 2002-2004 |
| Librado Velasco Hernández         | 2005-2007 |
| Ángel Julio Vázquez Cruz          | 2008-2010 |
| Alicia Concepción Ortiz Hernández | 2011-2013 |
| Casimiro Nicolás Ortiz            | 2014-2016 |
| Víctor Nicolás Nicolás            | 2017-2019 |
| Irineo Hernández Nicolás          | 2020-2022 |